# Дурново Петро Павлович
Петро Павлович Дурново (6 грудня 1835 — 19 серпня 1919) — російський державний і військовий діяч з роду Дурново, генерал від інфантерії (1890), керуючий Департаментів наділів (1882—1884), харківський (1866—1870) і московський (1872—1878) губернатор, московський генерал-губернатор (1905), член Державної ради. Батько Олександри Петрівни Дурново, дружини українського гетьмана Павла Скоропадського.

## Життєпис
Син гофмейстера Павла Дмитровича Дурново (1804—1864) від шлюбу його з княжною Олександрою Петрівною Волконською (1804—1859). За батьком — онук таємного радника Дурново Дмитра Миколайовича, по матері — онук генерал-фельдмаршала князя Волконського Петра Михайловича.
Здобув домашню освіту, яку завершив у Пажеському корпусі (1853) і Імператорської військової академії (1855). З 1853 року службу проходив у Кавалергардському полку.
У 1872 році Дурново виступив одним з семи засновників Сибірського торгового банку.
З 1881 по липень 1917 року гласний Санкт-Петербурзької міської думи (з 1904 року її голова), представник Санкт-Петербургу в губернському земському зібранні, обирався членом Міської управи, голова Постійної фінансової комісії Міської думи Санкт-Петербургу. Збирав твори мистецтва і екзотичні рослини.
Дурново жив у родовому маєтку на Англійській набережні, 16, володів дачею Дурново на Полюстровській набережній, а також сусідніми з нею прибутковими будинками (№ 13-15).

## Військова служба
Службу розпочав у Кавалергардському полку (13.08.1853 — ?), учасник Кримської війни (1855), при канцелярії військового міністра (16.02.1862 — ?), харківський губернатор (29.11.1866 — 15.06.1870), московський губернатор (16.12.1872 — 14.09.1878), при Міністерстві внутрішніх справ (14.09.1878 — 14.02.1882), керуючий Департаментом наділів (14.02.1882 — 9.05.1884), по Військовому міністерству (11.02.1885 — 11.08.1904), московський генерал-губернатор (15.07. — 24.11.1905).

## Нагороди та відзнаки
- Орден святої Анни IV ступеня (1855), призначений флігель-ад'ютантом до царя (1859), орден св. Володимира IV ст. і Монарше благовоління (1861), орден св. Станіслава II ст. (1863), орден св. Анни II ст. (1865), чин генерал-майора з призначенням в Світу Його Величності (1866), Монарше благовоління і орден св. Станіслава I ст. (1868), орден св. Анни I ст. (1870), орден св. Володимира II ст. і Найвища подяка (1874), Найвища подяка (1875), Найвища подяка (1876), Найвища подяка (1877), орден Білого Орла (1878), орден св. Олександра Невського (1883), Найвища подяка (1884), Монарше благовоління (1891), діамантові знаки ордена св. Олександра Невського (1903), призначення генерал-ад'ютантом до царя і знак беспор. служби за XL років (1905), знак беспор. служби за L років (1908), Найвища подяка за піклування з надання допомоги родинам воїнів, які брали участь в російсько-японській війні і за «виконану працю» (22.07.1909), орден св. Володимира I ст. (19.02.1911).
- Шведський орден Меча (1860), прусський Червоного Орла III ст. (1861), спадковий командорський хрест Мальтійського ордена св. Іоанна Єрусалимського (1865), перський орден Льва і Сонця I ст. (1873), прусський орден Червоного Орла II ст. із зіркою (1874), австрійський орден Жовтої Корони I ст. (1874), шведський орден Полярної Зірки великого хреста (1875), італійський орден Корони I ст. (1876), данський орден Даненброга бол. кр. (1876), грецький орден Спасителя I ст. (1876), чорногорський Даніїла 1-го I ст. (1882), болгарський орден св. Олександра I ст. (1884), болгарський "За громадянські заслуги "I ст. (1896), французький Почесного Легіону великий офіцерський хрест (1899).

## Сім'я
- Дружина — княжна Кочубей Марія Василівна(інші мови) (1848—1896), фрейліна двору (23.10.1866), дочка князя Василя Вікторовича Кочубея(інші мови) від шлюбу з княгинею Оленою Павлівною Білосільських-Білозерської, уродженої Бібікова.

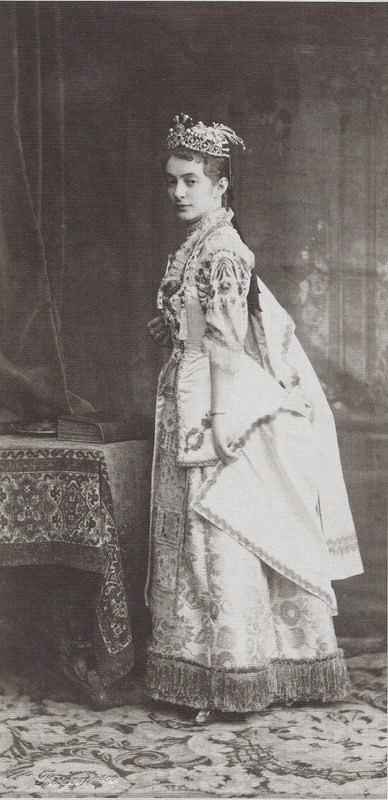
Марія Дурново (1883)

- Син — Дурново Павло Петрович(інші мови) (1872—1909) — капітан, учасник Цусімської битви.
- Донька — Скоропадська Олександра Петрівна (1878—1951) — фрейліна, дружина гетьмана Павла Скоропадського.